# جسيم
الجسيم (بالإنجليزية: Particle)، في العلوم الطبيعية هو جسم دقيق، مثلا جسيمات التراب أو الرمل أو السكر أو الدقيق أو الجزيئات، ويعتمد حجم الجسيم ومقياس النظر على المسألة والسياق.

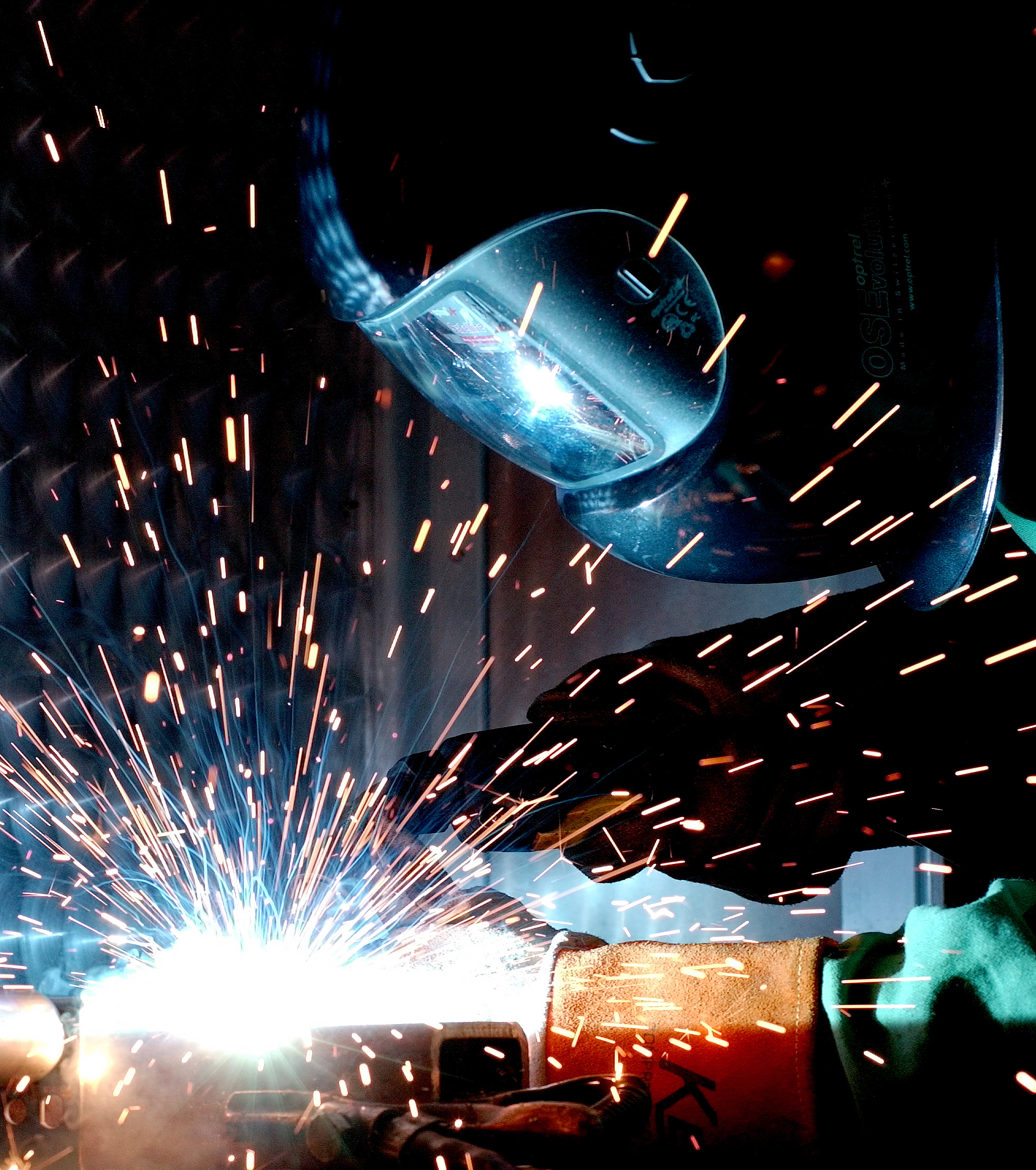
يحتاج عمال اللحام بالقوس الكهربائي إلى حماية أنفسهم من شرارات اللحام، وهي جزيئات معدنية مسخنة تتطاير من على سطح اللحام.

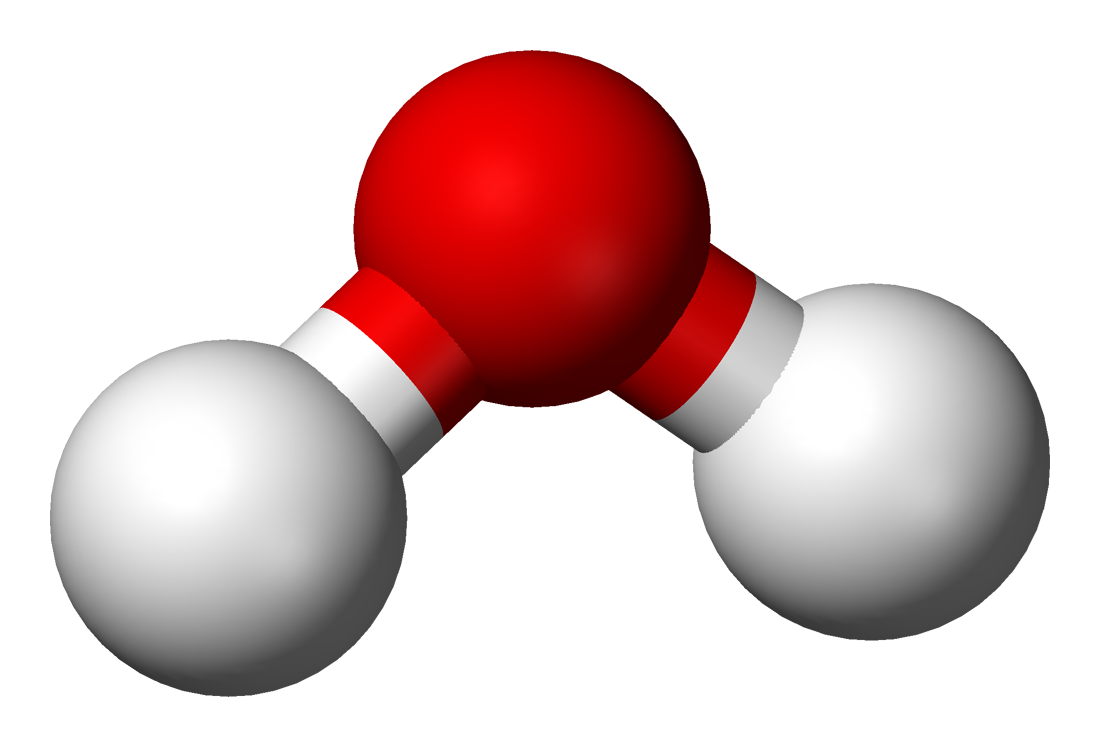

مصطلح «الجسيمات» هو مصطلح عام إلى حد ما، ويتم تنقيحه حسب الحاجة في المجالات العلمية المختلفة. يمكن أن يشار إلى شيء يتكون من جزيئات على أنه جسيمات. وبكل الأحول، فإن المسماة «الجسيمات» تستخدم في كثير من الأحيان للإشارة إلى الملوثات في الغلاف الجوي للأرض، وهي عبارة عن مستعلق للجسيمات غير المترابطة، حتى إلى عناقيد جسيمات متصلة.
الجسيمات في العلوم الفيزيائية، خاصة بالنصوص القديمة هي كائنات مادية صغيرة يمكن أن يُنسب إليها العديد من الخصائص الفيزيائية أو الخصائص الكيميائية، مثل حجم، الكثافة، أو كتلة. وهي تختلف اختلافًا كبيرًا في الحجم أو الكمية، من الجسيمات دون الذرية مثل الإلكترون، إلى الجسيمات المجهرية مثل الذرات والجزيئات، إلى الجسيمات العيانية مثل المساحيق والمواد الحبيبية الأخرى. يمكن أيضًا استخدام الجسيمات لإنشاء نماذج علمية لأجسام أكبر وفقًا لكثافتها، مثل حركة البشر في حشد من الناس أو الأجسام السماوية المتحركة.
مصطلح جسيم عام إلى حد ما في المعنى، ويتم تنقيحه حسب الحاجة في مختلف المجالات العلمية. يمكن الإشارة إلى أي شيء يتكون من جسيمات على أنه جسيم. ومع ذلك، كان اسما الجسيمات هو في أغلب الأحيان يستخدم للإشارة إلى الملوثات في الغلاف الجوي للأرض، والتي هي تعليق الجسيمات غير مترابطة، بدلا من أن يكون متصلا تجميع الجسيمات.

## الخصائص المفاهيمية

غالبًا ما يتم تمثيل الجسيمات كنقاط. يمكن أن يمثل هذا الرقم حركة الذرات في الغاز أو الناس في الحشود أو النجوم في سماء الليل.

يعتبر مفهوم الجسيمات مفيدًا بشكل خاص عند نمذجة الطبيعة، حيث يمكن أن تكون المعالجة الكاملة للعديد من الظواهر معقدة وتتضمن أيضًا حسابًا صعبًا. يمكن استخدامه لعمل افتراضات مبسطة تتعلق بالعمليات المعنية. يعطي فرانسيس سيرز ومارك زيمانسكي، في الفيزياء الجامعية، مثالاً لحساب موقع الهبوط وسرعة كرة البيسبول التي أُلقيت في الهواء. لقد قاموا تدريجياً بتجريد لعبة البيسبول من معظم خصائصها، عن طريق جعلها مثالية أولاً على أنها كرة ناعمة صلبة، ثم عن طريق إهمال الدوران والطفو والاحتكاك، مما يؤدي في النهاية إلى تقليل المشكلة إلى المقذوفات الخاصة بجسيم النقطة الكلاسيكي. إن معالجة أعداد كبيرة من الجسيمات هو مجال الفيزياء الإحصائية.

### حجم
عادة ما يُطَبَّق مصطلح «جسيم» بشكل مختلف على ثلاث فئات من الأحجام. يشير مصطلح الجسيمات العيانية عادة إلى جسيمات أكبر بكثير من الذرات والجزيئات. عادة ما يتم تجريدها كجسيمات شبيهة بالنقاط، على الرغم من أنها تحتوي على أحجام وأشكال وهياكل، وما إلى ذلك. تشمل أمثلة الجسيمات العيانية المسحوق أو الغبار أو الرمل أو قطع الحطام أثناء حادث سيارة أو حتى أشياء كبيرة مثل نجوم المجرة.

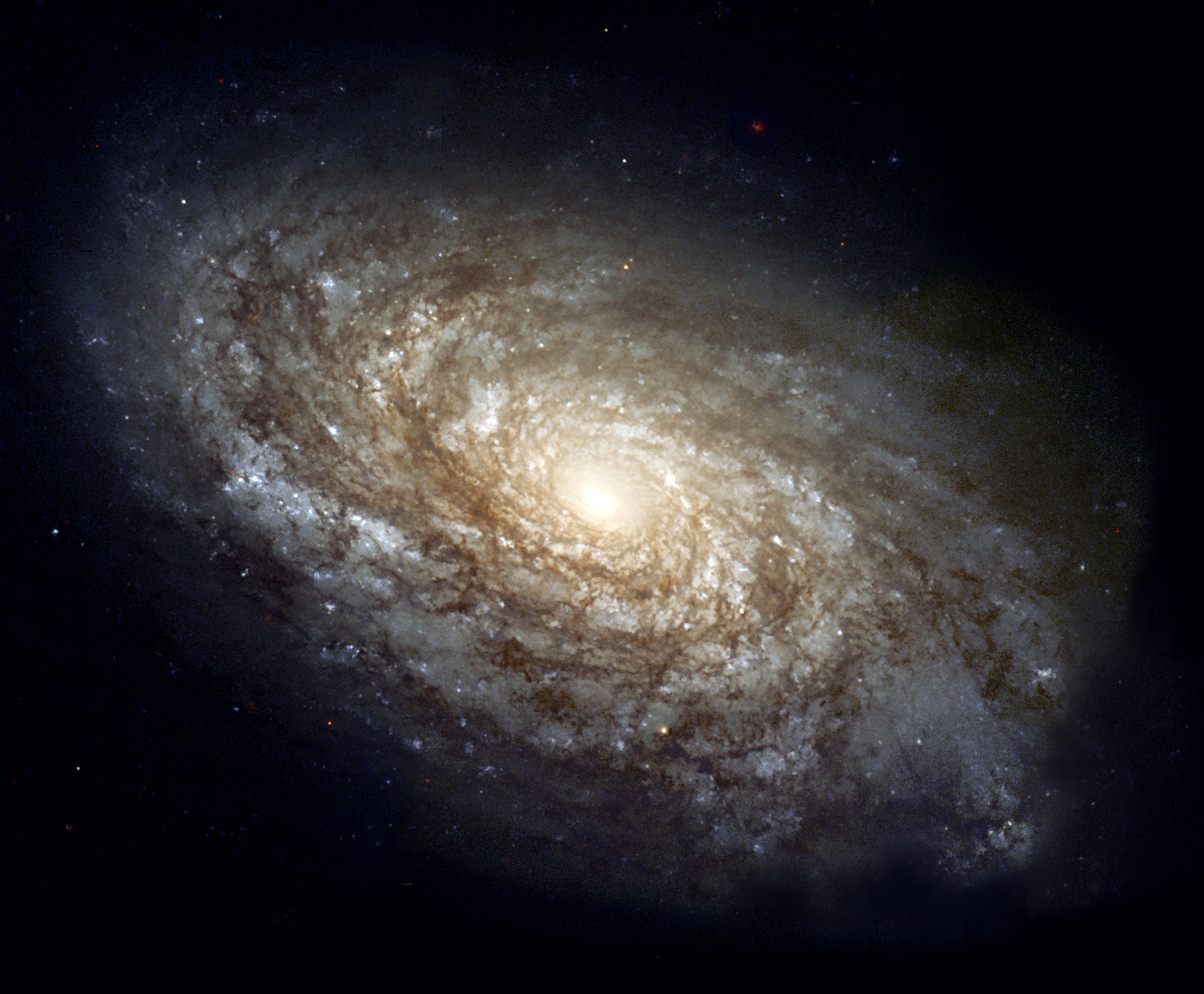
المجرات كبيرة جدًا بحيث يمكن اعتبار النجوم جسيمات بالنسبة لها

نوع آخر، الجسيمات المجهرية عادة ما تشير إلى جزيئات ذات أحجام تتراوح من الذرات إلى الجزيئات، مثل ثاني أكسيد الكربون والجسيمات النانوية والجسيمات الغروية. تُدْرَس هذه الجسيمات في الكيمياء، وكذلك الفيزياء الذرية والجزيئية. أصغر الجسيمات هي الجسيمات دون الذرية، والتي تشير إلى جسيمات أصغر من الذرات. قد تشمل هذه الجسيمات مثل مكونات الذرات - البروتونات والنيوترونات والإلكترونات - بالإضافة إلى أنواع أخرى من الجسيمات التي لا يمكن إنتاجها إلا في مسرعات الجسيمات أو الأشعة الكونية. يتم دراسة هذه الجسيمات في فيزياء الجسيمات.
نظرًا لصغر حجمها، فإن دراسة الجسيمات المجهرية ودون الذرية تقع في عالم ميكانيكا الكم. سيعرضون ظواهر موضحة في الجسيم في نموذج  بما في ذلك ازدواجية الموجة والجسيم،  وما إذا كان يمكن اعتبار الجسيمات متميزة أو متطابقة  هو سؤال مهم في كثير من الحالات.

### بنية

يتكون البروتون من ثلاثة كواركات.

يمكن أيضًا تصنيف الجسيمات وفقًا للتكوين. تشير الجسيمات المركبة إلى الجسيمات التي لها تكوين - أي الجسيمات المكونة من جسيمات أخرى. على سبيل المثال، تتكون ذرة الكربون 14 من ستة بروتونات وثمانية نيوترونات وستة إلكترونات. على النقيض من ذلك، تشير الجسيمات الأولية (وتسمى أيضًا الجسيمات الأساسية) إلى الجسيمات غير المصنوعة من جسيمات أخرى. وفقًا لفهمنا الحالي للعالم، يوجد عدد صغير جدًا منها فقط، مثل اللبتونات والكواركات والغلوونات. ومع ذلك، فمن الممكن أن يتحول بعضها إلى جزيئات مركبة بعد كل شيء، ويبدو أنها مجرد عناصر أولية في الوقت الحالي. بينما الجسيمات المركبة يمكن جدا غالبا ما تعتبر نقطة مثل، الجسيمات الأولية هي حقا في الوقت المحدد.

### حالته
من المعروف أن كل من الجسيمات الأولية (مثل الميونات) والجسيمات المركبة (مثل نوى اليورانيوم ) تخضع لاضمحلال الجسيمات. وتلك التي لا تسمى الجسيمات الثابتة، مثل الإلكترون أو نواة الهليوم -4 . يمكن أن يكون عمر الجسيمات المستقرة إما لانهائيًا أو كبيرًا بما يكفي لعرقلة محاولات مراقبة مثل هذه التدهور. في الحالة الأخيرة، تسمى هذه الجسيمات «مستقرة الملاحظة». بشكل عام، يتحلل الجسيم من حالة الطاقة العالية إلى حالة الطاقة المنخفضة عن طريق إصدار بعض أشكال الإشعاع، مثل انبعاث الفوتونات.

## محاكاة الجسم إن (N)
في الفيزياء الحاسوبية، تعد محاكاة الجسم إن (وتسمى أيضًا محاكاة الجسيمات N) عبارة عن محاكاة للأنظمة الديناميكية للجسيمات تحت تأثير ظروف معينة، مثل التعرض للجاذبية. هذه المحاكاة شائعة جدًا في علم الكونيات وديناميكيات السوائل الحسابية.
يشير الجسم إن إلى عدد الجسيمات التي تم النظر فيها. نظرًا لأن عمليات المحاكاة ذات الجسم إن الأعلى تكون أكثر كثافة من الناحية الحسابية، فغالبًا ما تُقَرَّب الأنظمة التي تحتوي على أعداد كبيرة من الجسيمات الفعلية إلى عدد أصغر من الجسيمات، وتحتاج خوارزميات المحاكاة إلى التحسين من خلال طرق مختلفة.

## توزيع الجسيمات

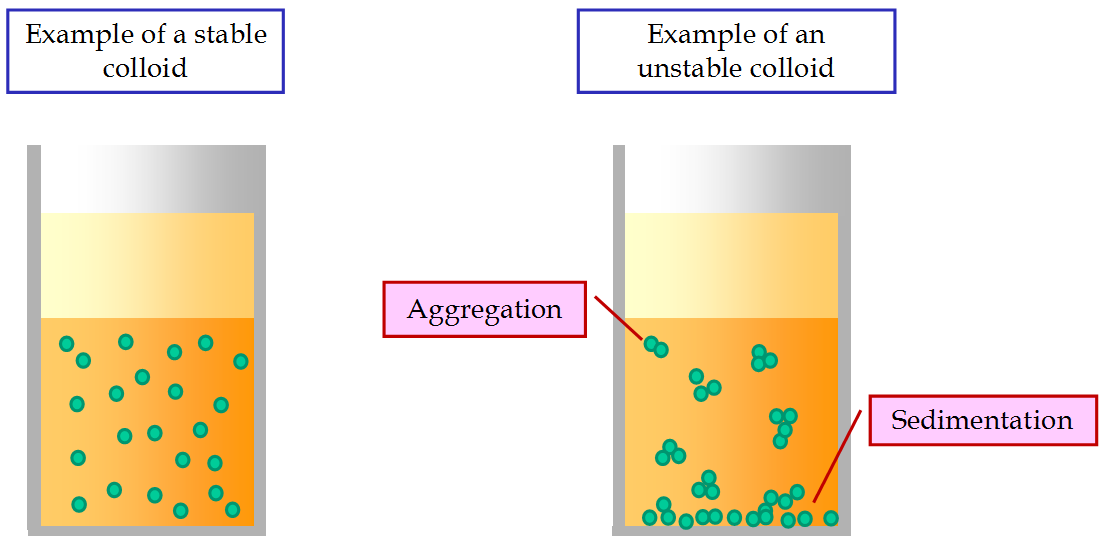
أمثلة على مشتت غرواني مستقر وغير مستقر.

الجسيمات الغروية هي مكونات الغروانية. المادة الغروية هي مادة مشتتة مجهريًا بالتساوي في جميع أنحاء مادة أخرى. يمكن أن يكون هذا النظام الغرواني صلبًا أو سائلًا أو غازيًا؛ وكذلك مستمرة أو مشتتة. يبلغ قطر جسيمات الطور المشتت ما بين 5 و 200 نانومتر تقريبًا. ستشكل الجسيمات القابلة للذوبان الأصغر من هذا محلولًا بدلاً من الغروانية. الأنظمة الغروية (تسمى أيضًا المحاليل الغروية أو المعلقات الغروانية) هي موضوع الواجهة وعلم الغروانية. يمكن الاحتفاظ بالمواد الصلبة العالقة في سائل، بينما تشكل الجسيمات الصلبة أو السائلة المعلقة في غاز معًا رذاذًا. يمكن أيضًا تعليق الجسيمات على شكل جسيمات في الغلاف الجوي، والتي قد تشكل تلوثًا للهواء. وبالمثل يمكن للجسيمات الأكبر حجمًا أن تشكل حطامًا بحريًا أو حطامًا فضائيًا. يمكن وصف تكتل من الجسيمات الصلبة المنفصلة والجسيمات العيانية على أنها مادة حبيبية.